# Jaime Mejía Michel
El Almirante Jaime Jaime Mejía Michel, oriundo de Guadalajara; Jal. donde nació en 1947, es un marino militar mexicano que participó activamente en la Guerra contra el narcotráfico en México principalmente en el desempeño de su cargo como comandante de la Sexta Región Naval con base en Manzanillo, Colima. Ingresó a la Marina de Guerra Mexicana en 1965 como cadete de la Heroica Escuela Naval Militar (HENM) egresando en 1970 como guardiamarina. se desempeñó como comandante de diversos buques de guerra y fue profesor Militar en la Heroica Escuela Naval Militar y en el Centro de Estudios Superiores Navales (CESNAV). Fue comandante de la 2.ª. Flotilla Naval, Subjefe de la Sección Segunda en el Estado Mayor General de la Armada y subinspector en Inspección y Contraloría General de Marina, Agregado Naval Adjunto en los Estados Unidos de América. De 1995 al 2000 desempeñó el cargo de director general de Administración de la Secretaría de Marina. 
En el 2005 es nombrado comandante de la Séptima Zona Naval en Isla Mujeres, Qroo y en el 2006 en la secretaría particular del Secretario de Marina Almirante Mariano Francisco Saynez Mendoza. De 2008 a 2009 fue director del CESNAV, para posteriormente ser nombrando Comandante de la VI Región Naval cargo que ocupó durante cuatro años y en los cuales se distinguió por realizar una continua lucha contra la delincuencia organizada y de apoyo a la población. La destacada actuación del personal naval bajo su mando antes, durante y después del paso del ciclón "Jova" meteoro que afectó a los estados de Jalisco y Colima, le mereció ser distinguido por el cabildo de Manzanillo, Col., como el marino del año en 2011 y su personal recibió el Premio Nacional de Protección Civil. Lo anterior en conjunto con innumerables salvamentos en la mar de personas y embarcaciones en peligro, aunado a los grandes decomisos de drogas, armas, dólares y precursores químicos (más de mil toneladas) así como la destrucción de narco-laboratorios y detención de delincuentes, mereció que el gobierno del Estado de Colima impusiera a la Armada de México el galardón "Rey Coliman" el cual solo en una ocasión anterior fue impuesto en sus más de cincuenta años de existencia, así mismo que en el congreso estatal se inscribiera con letras de oro el nombre de la institución naval. El 20 de noviembre de 2010 ascendió a Almirante y el primero de mayo del 2013 pasó a situación de retiro por edad límite.